# Fred Armstrong
Fred Armstrong va ser un ciclista britànic, que va córrer a finals del segle xix. Va guanyar una medalla de bronze als Campionats del món de mig fons de 1897, per darrere dels seus compatriotes Jack Stocks i Arthur Adalbert Chase.